# Moje Menhardt

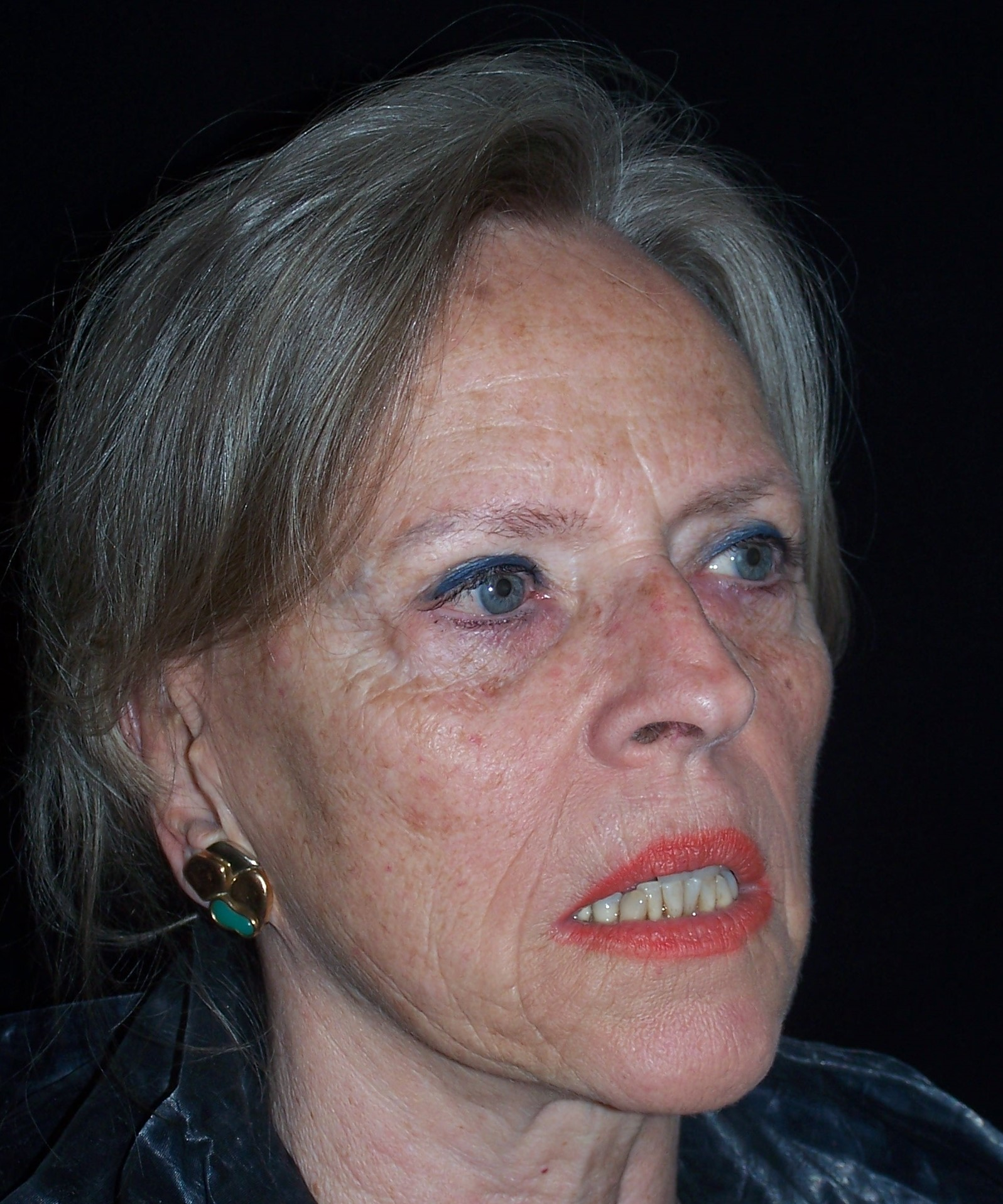
Moje Menhardt (2006)

Moje Menhardt (* 20. Juni 1934 in Hamburg) ist eine österreichische Malerin.

## Leben und Wirken
Moje Menhardt wurde in Hamburg geboren und wuchs im niederösterreichischen Weitenegg an der Donau auf. Sie studierte Jura bis zur zweiten Staatsprüfung. Danach studierte sie von 1973 bis 1976 Malerei an der Koninklijke Akademie voor Kunst en Vormgeving in ’s-Hertogenbosch in den Niederlanden sowie von 1976 bis 1980 in Österreich an der Wiener Akademie der Bildenden Künste, wo sie ihr Studium 1980 mit einem Diplom bei Walter Eckert abschloss.
Ihre Arbeiten wurden auf mehreren Gruppen- und Einzelausstellungen gezeigt, unter anderem in Buenos Aires, Rio de Janeiro, Bogotá, Mexiko-Stadt, New York, Passau, Istanbul, Budapest und in Wien. In Madrid, Valladolid, Valencia und Zamora stellte sie unter dem Motto VIENEN DI VIENA zusammen mit Wolfgang Hollegha und Josef Mikl aus.
Moje Menhardt lebt und arbeitet heute in Österreich, in Wien und in Weitenegg bei Melk, nachdem sie längere Zeit in Buenos Aires, Rio de Janeiro, München, Hamburg, Eindhoven, Köln und in Passau gewohnt hatte.

## Ausstellungen (Auswahl)
Einzelausstellungen
- 2019: Europaschloss Leiben

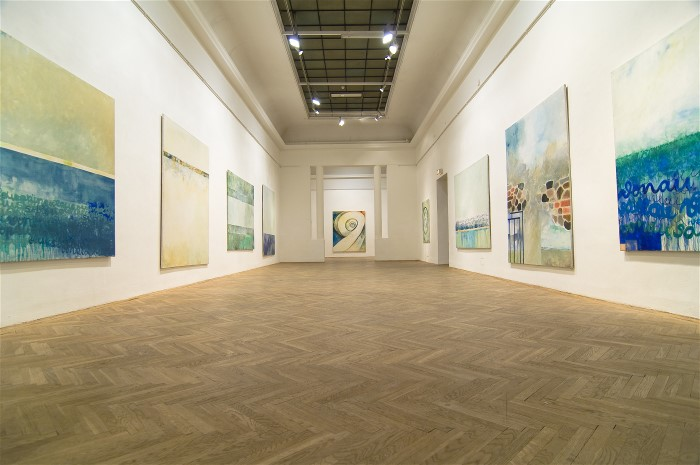
DONAUBILDER

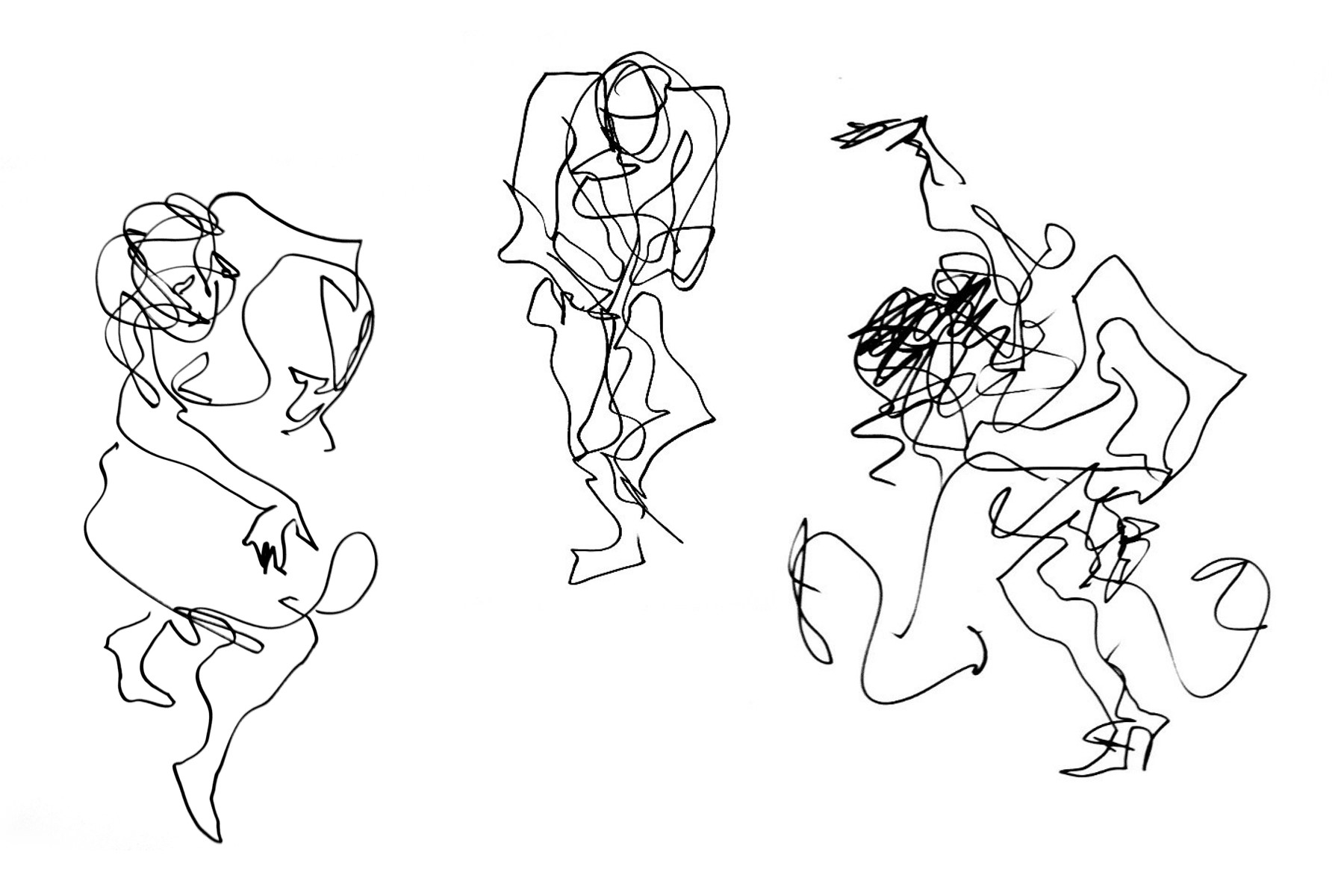
Tanz, Zeichnungen

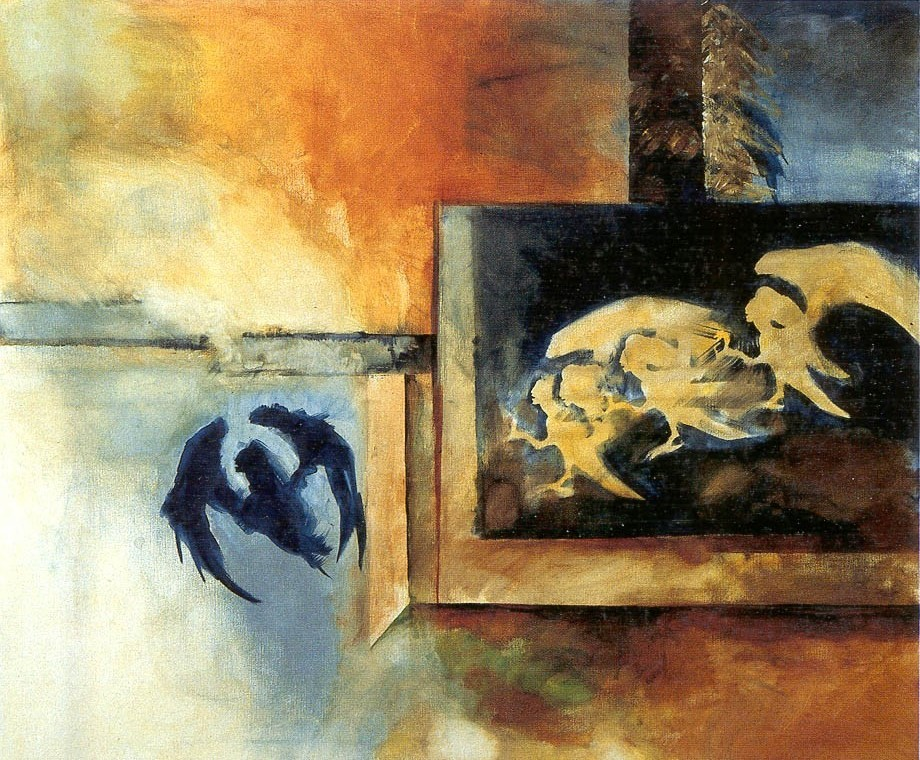
Harpyien, Zyklus FABELWESEN nach Jorge Luis Borges

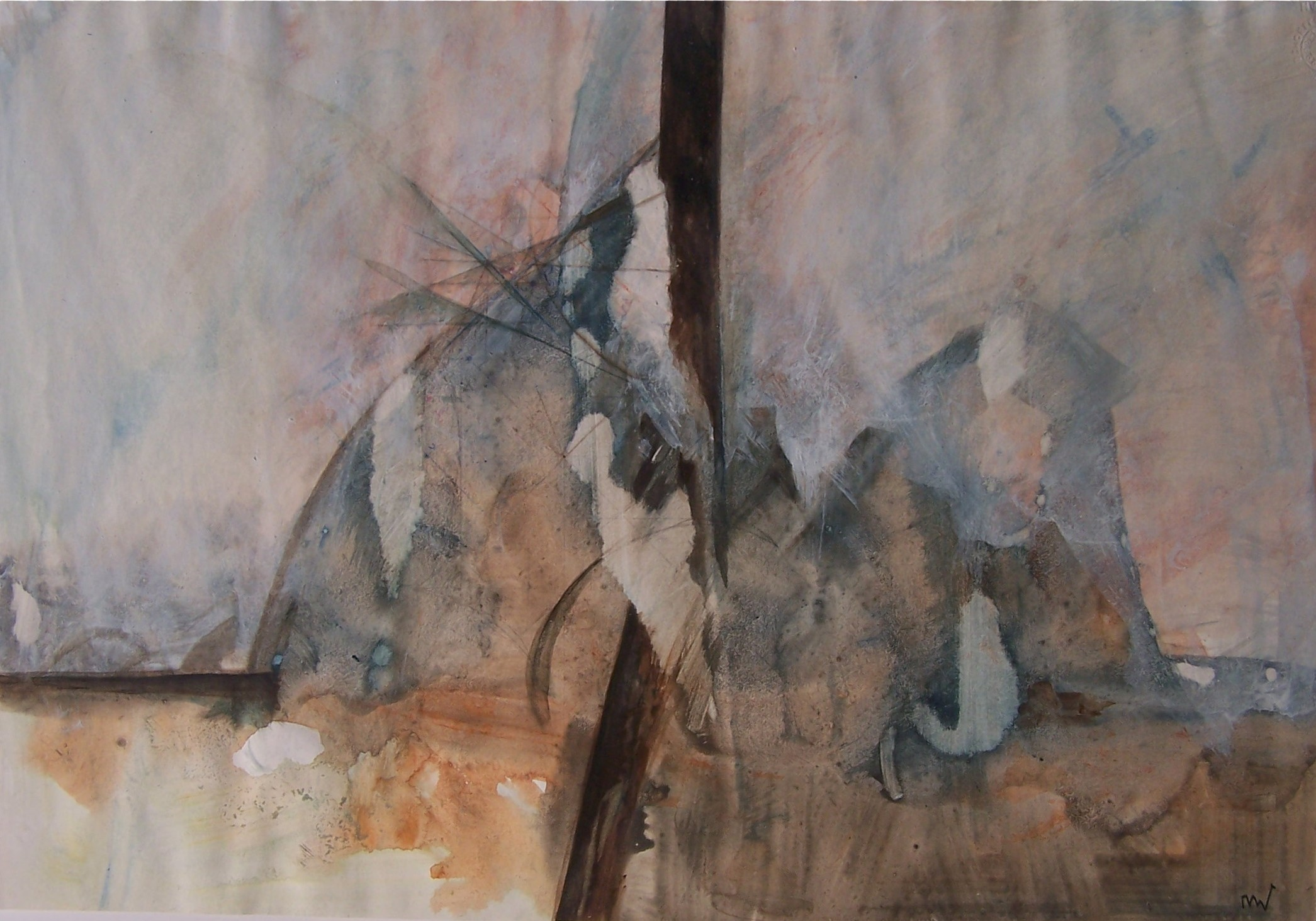
Ohne Titel

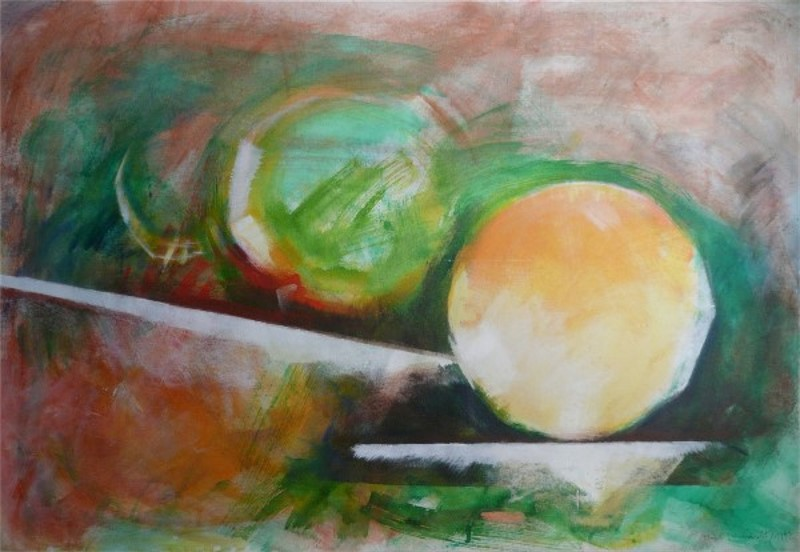
Bydlo, Zyklus BILDER EINER AUSSTELLUNG nach Mussorgsky

- 2018: BILDER EINER AUSSTELLUNG, Bezirkshauptmannschaft Melk
- 2016: BILDER und ZEICHNUNGEN, Europaschloss Leiben
- 2015: FARBSPLITTER, AKH Contemporary Wien
- 2015: BILDER EINER AUSSTELLUNG, Kultur.Herbst.Neubau, Wien
- 2014: WEGE - FLUCHT – BEGEGNUNG, Bildungshaus Tainach/Tinje
- 2013: IN BEWEGUNG, kultur forum amthof, Feldkirchen
- 2013: Popper-Portrait-Skizzen 1986 in der Sir Karl Popper-Schule, Wien
- 2012: Wanderungen-MIGRATIONEN, Kabelwerk ART_space Kabelwerk Wien-Meidling
- 2011: DONAUBILDER, Österreichisches Kulturforum Budapest und DONAU-Kulturschiff A 38
- 2011: WASSER / WEGE / BILDER, Dorfmuseum Roiten
- 2010: DONAUBILDER mit Donauklangraum von Rupert Huber, Wien
- 2010: WEGE und WERTE, Marienkron
- 2010: Vierzehn Arten den Regen darzustellen, Kabelwerk ART_space Kabelwerk Wien-Meidling
- 2009: BILDER ohne WORTE, Sieben Räume, Künstlerhaus Wien[5]
- 2009: BILDER EINER AUSSTELLUNG nach Modest Mussorgsky, Centropalia Bad Radkersburg und Straden
- 2008: SIEBEN WELTWUNDER DER ANTIKE, Foyer Kubinsaal, Schärding
- 2008: IMPULS & TANZ, Gotischer Kasten Gern, Eggenfelden
- 2004: DANUBE - IMAGINARY BEINGS - PAINTINGS WITHOUT TITLE, Art Museum Los Gatos (Kalifornien)
- 2001/3: FABELWESEN nach Jorge Luis Borges, Museen in Quito (Ecuador), Bogotá, Medellin, Ibague (Kolumbien) und Caracas, (Venezuela)
- 2002: BILDER und ZEICHNUNGEN, Ägyptisches Kulturinstitut, Wien
- 2001: DONAUBILDER, DOMINIKANERKIRCHE Krems
- 1999: DONAUBILDER, Museum Moderner Kunst – Stiftung Wörlen, Passau
- 1996: Museu Nacional de Belas Artes, Rio de Janeiro (Brasilien)
- 1996: SIEBEN WELTWUNDER DER ANTIKE,  NÖ Landesmuseum, Wien
- 1995: Drawings, Cairo Berlin Art Gallery, Cairo
- 1990: Bilder,  AUSTRIAN CULTURAL INSTITUTE, New York

Gruppenausstellungen
- 2014: Barockschloss Riegersburg
- 2013: Museum Moderner Kunst Passau
- 2011: Vier Generationen Künstlerinnen, alpha, Wien
- 2010: project password.or.at, Kunstraum Praterstraße, Wien
- 2009: Stark bewölkt – flüchtige Erscheinungen des Himmels, MUSA - Museum auf Abruf, Wien
- 2009: AUS DER BEWEGUNG, Ausstellungsbrücke, St.Pölten
- 2008: project password.or.at, Forum Austriaco di Cultura, Milano
- 2007: project password.or.at, DIAF 2007, Beijing
- 2005: Internationales Symposium Valtice (Tschechien)
- 2005: VIENEN DE VIENA HOLLEGHA MENHARDT MIKL: Madrid, Valladolid, Valencia, Toro, Zamora

Bilder in öffentlichen Sammlungen

Bundesministerium für Kunst, Wien; Österreichische Nationalbank; Museum Moderner Kunst Passau; Stadt Wien; Stadt Passau; Stadt Krems; Passauer Neue Presse; Austrian Industries Wien; Kapsch AG Wien; Barclay’s Bank, Miami, USA; Banco de Bilbao, Miami, USA; Klinik Hirslanden, Zürich; Nicolaus SA, São Paulo, Brasilien; NÖ Landesregierung St. Pölten; NÖ Dokumentationszentrum für Moderne Kunst St. Pölten; Sdružení Výtvarných Umečlců Jihovýchodní Moravy, Tschechien; Donauversicherung Wien.